# Voluta
Volute su ukrasi spiralnog oblika na kapitelima jonskih i korintskih stupova (na jonskima su veće, na korintskima manje).

## Galerija
- Detalj jonskog stupa, volute
- pregled stupova svih stilova, volute se mogu vidjeti na jonskom i korintskom redu